# Sascha Mölders
Sascha Mölders (Essen, 20 maart 1985) is een Duits voetballer die bij voorkeur als spits speelt. Hij verruilde in juli 2011 FSV Frankfurt voor FC Augsburg.